# Kian Hansen
Kian Hansen (ur. 3 marca 1989 w Grindsted) – piłkarz duński grający na pozycji prawego obrońcy. Dwukrotny reprezentant Danii.

## Kariera klubowa
Hansen rozpoczął karierę piłkarską w Esbjerg fB. W 2008 został przesunięty do pierwszego zespołu tego klubu. W jego barwach zadebiutował w Superligaen 7 grudnia 2008 w zremisowanym 1:1 spotkaniu z Vejle BK. W sezonie 2010/11 spadł z klubem do 1. division, jednak w następnym powrócił do Superligaen. W 2013 zdobył Puchar Danii.
30 stycznia 2014 Hansen podpisał 4,5-letni kontrakt z FC Nantes, ale drugą połowę sezonu 2013/14 spędził na wypożyczeniu w Esbjergu. W Ligue 1 swój pierwszy mecz rozegrał 9 sierpnia 2014 przeciwko RC Lens (1:0). Łącznie w lidze francuskiej wystąpił w 29 spotkaniach.
W 2015 przeszedł do FC Midtjylland, z którym podpisał czteroletni kontrakt. Z tym zespołem zdobył mistrzostwo Danii w sezonie 2017/18 oraz Puchar Danii w sezonie 2018/19. Łącznie w barwach Midtjylland rozegrał 117 spotkań w Superligaen, w których strzelił 4 gole. W 2019 został zawodnikiem FC Nordsjælland. W lipcu 2025 ogłosił zakończenie kariery zawodniczej po letnim okienku transferowym 2025 oraz pozostanie w Nordsjælland jako asystent trenera drużyny U-19.

## Kariera reprezentacyjna
Hansen rozegrał dwa spotkania w reprezentacji Danii. Wystąpił 18 listopada 2014 w przegranym 0:2 spotkaniu towarzyskim z Rumunią oraz 29 marca 2015 w również przegranym 0:2 meczu towarzyskim z Francją.

## Statystyki

### Klubowe
Opracowano na podstawie:
| Sezon   | Klub              | Kraj    | Rozgrywki   | Mecze | Bramki | Rozgrywki Europy                     | Mecze | Bramki |
| ------- | ----------------- | ------- | ----------- | ----- | ------ | ------------------------------------ | ----- | ------ |
| 2008/09 | Esbjerg fB        | Dania   | Superligaen | 4     | 0      | –                                    | –     | –      |
| 2009/10 | Esbjerg fB        | Dania   | Superligaen | 13    | 0      | –                                    | –     | –      |
| 2010/11 | Esbjerg fB        | Dania   | Superligaen | 19    | 0      | –                                    | –     | –      |
| 2011/12 | Esbjerg fB        | Dania   | 1. division | 22    | 0      | –                                    | –     | –      |
| 2012/13 | Esbjerg fB        | Dania   | Superligaen | 29    | 0      | –                                    | –     | –      |
| 2013/14 | Esbjerg fB        | Dania   | Superligaen | 14    | 0      | Liga Europy UEFA                     | 8     | 0      |
| 2013/14 | Esbjerg fB (wyp.) | Dania   | Superligaen | 13    | 0      | Liga Europy UEFA                     | 0     | 0      |
| 2014/15 | FC Nantes         | Francja | Ligue 1     | 29    | 0      | –                                    | –     | –      |
| 2015/16 | FC Midtjylland    | Dania   | Superligaen | 28    | 0      | Liga Mistrzów UEFA, Liga Europy UEFA | 14    | 0      |
| 2016/17 | FC Midtjylland    | Dania   | Superligaen | 30    | 2      | Liga Europy UEFA                     | 8     | 0      |
| 2017/18 | FC Midtjylland    | Dania   | Superligaen | 31    | 1      | Liga Europy UEFA                     | 7     | 0      |
| 2018/19 | FC Midtjylland    | Dania   | Superligaen | 27    | 1      | Liga Mistrzów UEFA, Liga Europy UEFA | 6     | 0      |
| 2019/20 | FC Midtjylland    | Dania   | Superligaen | 1     | 0      | –                                    | –     | –      |
| 2019/20 | FC Nordsjælland   | Dania   | Superligaen | 30    | 2      | –                                    | –     | –      |
| 2020/21 | FC Nordsjælland   | Dania   | Superligaen | 15    | 0      | –                                    | –     | –      |
| 2021/22 | FC Nordsjælland   | Dania   | Superligaen | 26    | 2      | –                                    | –     | –      |
| 2022/23 | FC Nordsjælland   | Dania   | Superligaen | 31    | 0      | –                                    | –     | –      |
| 2023/24 | FC Nordsjælland   | Dania   | Superligaen | 29    | 1      | Liga Konferencji Europy UEFA         | 8     | 0      |
| 2024/25 | FC Nordsjælland   | Dania   | Superligaen | 16    | 0      | –                                    | –     | –      |